# Drakulić
Drakulić su naseljeno mjesto u sastavu Grada Banje Luke, Republika Srpska, BiH.

## Stanovništvo
| Drakulić           |              |
| godina popisa      | 1991.        |
| Hrvati             | 36 (11,28%)  |
| Srbi               | 262 (82,13%) |
| Muslimani          | 4 (1,25%)    |
| Jugoslaveni        | 15 (4,70%)   |
| ostali i nepoznato | 2 (0,62%)    |
| ukupno             | 319          |